# 1994 Голяма награда на Сан Марино
1994 Голяма награда на Сан Марино е 14-о за Голямата награда на Сан Марино и трети кръг от сезон 1994 във Формула 1, провежда се на 1 май 1994 година на пистата Имола близо до град Имола, Италия.

## Доклад
Целият уикенд в Имола се очерта като едно от най-черните за Гран При състезания със смъртта на австриеца Роланд Ратценбергер в квалификациите и Айртон Сена по време на състезанието. Друг инцидент е на Рубенс Барикело който претърпя тежък инцидент в петък. Михаел Шумахер спечели рестартиралото състезание, но по време на пресконеференцията той каза че ″не се чувствам доволен или щастлив″ с тази си победа следвано от събитията които се случиха по време на състезанието. Никола Ларини постигна своите първи точки и подиум в кариерата си, а Мика Хакинен финишира на 3-та позиция като това е първо състезание в което е финиширал за този сезон.

### Квалификация
В петък 29 април по време на първата квалификационна сесия състезателия от Джордан, Рубенс Барикело удари бюрдора на завоя Варианте Баса с 225 км/ч пращайки го към въздуха. Той удари горната част на предпазните гуми и е ударен в безсъзнание. Болида му се превъртя няколко пъти преди да спре с главата надолу. Той е пратен до медицинския център поради този инцидент. На следващия ден той се появи със спучена ръка и нос го принуди да бъде аут за целия уикенд.
В събота започна втората квалификационна сесия като Варианте Баса продължи да притиска няколко пилоти включително Деймън Хил и Ерик Комас. Двайсет минути преди да завърши Роланд Ратценбергер се провали да вземе бързия завой Вилньов като се удари с 306 км/ч със своя Симтек. Макар че оцелявацата клетка остана непокътнат, силата на удара нанесе базална-фрактура на черепа му. По време на същата квалификация той се завъртя на шикана Аква Минерали в предишната си обиколка в чиито удар нанесе поражение на предното крило на Симтек-а. Вместо да се прибере в пит-лейна той остана на трасето за още една обиколка в което част от предното крило се откъсна оставайки в несъстояние да го контролира.
Квалификацията е прекъсната за около 25 минути докато докторите присъстваха до Ратценбергер. Сесията е рестартирана, но повечето отбори като Уилямс и Бенетон не взеха по нататъчно участие. Малко по-късно в болницата австриеца почина поради резултат от многобройните си контузии. Неговата му смърт маркира и първата след смъртта на Рикардо Палети по време на ГП на Канада 1982 и след смъртта на Елио де Анджелис по време на тестове през 1986. Сид Уоткинс главния човек на медицинския екип във Формула 1 си припомни в своите мемоари реакцията на Айртон Сена по новините, казвайки че ″Айртон падна и се разплака до рамото ми.″ Уоткинс се опита да убеди Сена да не се състезава на следващия ден попитайки ″Какво друго трябва да направиш? Ти си трикратен световен шампион и си наистина най-бързия пилот. Откажи се и нека да отидем на риболов.″ но Айртон е настоятелен, казвайки, ″Сид, има някои неща, които не можем да контролираме. Не мога да откажа, трябва да продължа.″
Сена се класира на пол-позиция пред лидера в шампионата Михаел Шумахер. Герхард Бергер се класира 3-ти, а съотборника на Сена, Деймън Хил се класира 4-ти. На трета редица са Джей Джей Лехто (съотборника на Шумахер в Бенетон) и Никола Ларини.

## Класиране
| Поз | No | Пилот                | Конструктор       | Оби. | Време/Отпадане   | Място | Точки |
| --- | -- | -------------------- | ----------------- | ---- | ---------------- | ----- | ----- |
| 1   | 5  | Михаел Шумахер       | Бенетон-Форд      | 58   | 1:28:28.642      | 2     | 10    |
| 2   | 27 | Никола Ларини        | Ферари            | 58   | +54.942          | 6     | 6     |
| 3   | 7  | Мика Хакинен         | Макларън-Пежо     | 58   | +70.679          | 8     | 4     |
| 4   | 29 | Карл Вендлингер      | Заубер-Мерцедес   | 58   | +73.658          | 10    | 3     |
| 5   | 3  | Укио Катаяма         | Тирел-Ямаха       | 57   | +1 Об.           | 9     | 2     |
| 6   | 0  | Деймън Хил           | Уилямс-Рено       | 57   | +1 Об.           | 4     | 1     |
| 7   | 30 | Хайнц-Харалд Френцен | Заубер-Мерцедес   | 57   | +1 Об.           | 7     |       |
| 8   | 8  | Мартин Брандъл       | Макларън-Пежо     | 57   | +1 Об.           | 13    |       |
| 9   | 4  | Марк Блъндел         | Тирел-Ямаха       | 56   | +2 Об.           | 12    |       |
| 10  | 12 | Джони Хърбърт        | Лотус-Муген-Хонда | 56   | +2 Об.           | 20    |       |
| 11  | 26 | Оливие Панис         | Лижие-Рено        | 56   | +2 Об.           | 19    |       |
| 12  | 25 | Ерик Бернард         | Лижие-Рено        | 55   | +3 Об.           | 17    |       |
| 13  | 9  | Кристиан Фитипалди   | Футуърк-Форд      | 54   | Завъртане        | 16    |       |
| Отп | 15 | Андреа де Чезарис    | Джордан-Харт      | 49   | Завъртане        | 21    |       |
| Отп | 24 | Микеле Алборето      | Минарди-Форд      | 44   | Колело           | 15    |       |
| Отп | 10 | Джани Морбидели      | Футуърк-Форд      | 40   | Двигател         | 11    |       |
| Отп | 23 | Пиерлуиджи Мартини   | Минарди-Форд      | 37   | Завъртане        | 14    |       |
| Отп | 31 | Дейвид Брабам        | Симтек-Форд       | 27   | Завъртане        | 24    |       |
| Отп | 34 | Бертран Гашо         | Пасифик-Илмор     | 23   | Двигател         | 25    |       |
| Отп | 19 | Оливие Берета        | Ларус-Форд        | 17   | Двигател         | 23    |       |
| Отп | 28 | Герхард Бергер       | Ферари            | 16   | Окачване         | 3     |       |
| Отп | 2  | Айртон Сена          | Уилямс-Рено       | 5    | Фатален инцидент | 1     |       |
| Отп | 20 | Ерик Комас           | Ларус-Форд        | 5    | Оттегля се       | 18    |       |
| Отп | 6  | Джей Джей Лехто      | Бенетон-Форд      | 0    | Сблъсък          | 5     |       |
| Отп | 11 | Педро Лами           | Лотус-Муген-Хонда | 0    | Сблъсък          | 22    |       |
| НСт | 32 | Роланд Ратценбергер  | Симтек-Форд       |      | Фатален инцидент |       |       |
| НКв | 33 | Пол Белмондо         | Пасифик-Илмор     |      |                  | -     |       |
| НКв | 14 | Рубенс Барикело      | Джордан-Харт      |      | Наранен          | -     |       |

## Класирането след състезанието
| Поз | Пилот           | Точки |
| --- | --------------- | ----- |
| 1   | Михаел Шумахер  | 30    |
| 2   | Деймън Хил      | 7     |
| 3   | Рубенс Барикело | 7     |
| 4   | Герхард Бергер  | 6     |
| 5   | Никола Ларини   | 6     |

| Поз | Конструктор   | Точки |
| --- | ------------- | ----- |
| 1   | Бенетон-Форд  | 30    |
| 2   | Ферари        | 16    |
| 3   | Уилямс-Рено   | 7     |
| 4   | Джордан-Харт  | 7     |
| 5   | Макларън-Пежо | 4     |